# Valský jasan
Valský jasan je památný strom, jasan ztepilý (Fraxinus excelsior), který se nachází na východním okraji obce Valy v okrese Cheb v Karlovarském kraji. Roste na okraji zástavby obce a údolní nivy, pod soutokem Kosového a Bahnitého potoka blízko zaniklého náhonu a pravděpodobně i mlýna. Nejspíš se jedná o svědecký strom, vysazený kdysi zdejším mlynářem. Snížená vitalita stromu odpovídá stáří, strom se nachází ve fázi dospělosti až přechodu do senescentní fáze života.
Zajímavou siluetu stromu dotváří několik boulí v hlavním větvení koruny.
Koruna sahá do výšky 25 m, obvod kmene měří 407 cm (měření 2020).
Strom je chráněn od roku 2020.

## Stromy v okolí
- Alej Svobody
- Jilm u Hvězdy (zaniklý)
- Dub u Hamrnického zámečku
- Javor u Ferdinandova pramene